# Базиліка Санта Крус
Санта Крус — кафедральний собор у місті Кочі, одна з восьми базилік в Індії. Ця будівля вважається історичною спадщиною штату Керала, церква є однією з найкращих і найдивовижніших церков в Індії і її відвідують туристи протягом всього року. Це місце для молитви, яка э також є центром історичного значення, який наділений пишнотою архітектури і художнього забарвлення готичного стилю. Базиліка є кафедральним собором єпархії Кочі. Спочатку вона була побудована португальцями і була підвищена до собору Папою Римським у 1558. Голландські завойовники, які зруйнували багато католицьких будівель, зберегли цей собор. Пізніше англійці знесли споруду і єпископ Д.Жуан Гоміш Феррейра звів нову будівлю в 1887 році. Санта Крус був освячений у 1905 році, а в 1984 папою Іоанном Павлом ІІ був проголошений собором.

## Історія

### Португальські місіонери і церква Санта-Крус: 1505–1558
Історія Собору Санта Крус починається з прибуття португальських місіонерів разом з другим португальським флотом під командуванням Педру Алвареша Кабрала 24 грудня 1500 року. Король королівства Кочі, УнншГода Вака Тірумулпаду (Тірумулпаду раджа), прийняв їх досить тепло. Це стало причиною оголошення війни Заморіном з Колкати проти королівства Кочі. Але португальська армія на чолі з Альфонсу де Альбукерке, який прибув у Кочі у 1503, перемогла ворогів короля Кочі і натомість він дав їм дозвіл на будівництво фортеці в Кочі.
В 1505, перший португальський намісник короля Дом Францизко де Алмейде, отримав дозвіл на будівництво будівлі церкви з використанням каменю та розчину, що було неймовірним, бо це дозволялося використовувати тільки для будівництва Королівського палацу та храму.
Перший камінь фундаменту був закладений 3 травня 1505 року, свято День Воздвиження Святого Хреста, відтак після завершення будівництва цю будівлю назвали Санта Крус. Цей храм знаходився на східній стороні нинішнього дитячого парку Форт Кочі.

### Підвищення статусу та знесення :1558-1795
У 1558 році папа Павло IV надав церкві Санта Крус статус собору разом з розбудовою другої єпархії в Індії — єпархія в Кочі, на чолі з єпископом (інша єпархія Маллакки) Архиєпархії Гоа.
Голландці, які завоювали Кочин в 1663 році, знищили всі католицькі будівлі. Лише церква Святого Франциска и Собор уникли цієї долі. Голландці зробили з Собору склад для зброї. Пізніше він перейшов до рук англійців, які знесли його, коли вони захопили Кочі у 1795. Одна з декоративних колон Собору до цього часу зберігається, як пам'ятка, у східному куті нинішнього приміщення Собору.

### Відновлення собору Санта-Крус: 1886-теперішній час
Приблизно 100 років тому, єпископ Д. Жуан Гоміш Феррейра (1887–1897), місіонер і єпископ міста Кочин, взяли ініціативу, щоб знову спорудити собор і розпочали виконувати план його будівництва. Але це продовжилося з наступним єпископом, Д. Матеус де Олівейра Ксав'єр (1897–1908), який завершив будівництво будівлі. Собор був освячений 19 листопада 1905 єпископами Себастьяном Перейра Дом Хосе і єпископом Дамао. Враховуючи його старовину, художню привабливість і історичне значення, Папа Римський Іоанн Павло II спеціальним указом «Constat Sane Templum Sanctae Cruci» від 23 серпня 1984 підійняв статус собору Санта Крус до статусу базиліки.

## Архітектура
Церква має дві високі шпилі і чудове освітлення, побілена зовні та має інтер'єр в пастельних тонах. Інтер'єр переважно є готичним, з головним вівтарем, який був оздоблений відомим італійським живописцем Фра Антоніо Мочені, С.Дж., та його учнем Гама Мангалор. На жаль, Фра Антоніо Мочені помер за чотири дні до освячення новозбудованої церкви. Тут є і колони прикрашені фресками і розписами, сім великих картин про страсті і смерть на хресті, особливо з розписом «таємна вечеря», за зразком відомої картини Леонардо да Вінчі і красиві вітражі, щоб додати велич цьому місцю та картини, які прикрашають стелю зображують хресний шлях Христа.